# ویلا اوپیچینا
ویلا اوپیچینا (به ایتالیایی: Opicina) یک منطقهٔ مسکونی در ایتالیا است که در تریسته واقع شده‌است. ویلا اوپیچینا ۸٬۰۰۹ نفر جمعیت دارد و ۳۳۰ متر بالاتر از سطح دریا واقع شده‌است.